# Station Paradis
Station Paradis is een station in  Våland een wijk van Stavanger in het zuidwesten van Noorwegen. Het station ligt aan Sørlandsbanen, en wordt alleen bediend door de stoptreinen van Jærbanen richting Stavanger en Egersund. 
Het station werd gebouwd in het kader van de verdubbeling van de spoorlijn tussen Sandnes en Stavanger. Omdat het op korte afstand ligt van het station Stavanger was er voorafgaand aan de bouw de nodige kritiek. De iets verder naar het zuiden gelegen stopplaats in Hillevåg werd tegelijkertijd gesloten.